# Nathan’s Famous
Nathan’s Famous ist eine Restaurantkette in den Vereinigten Staaten, die sich vor allem auf Hot Dogs spezialisiert hat.

## Geschichte

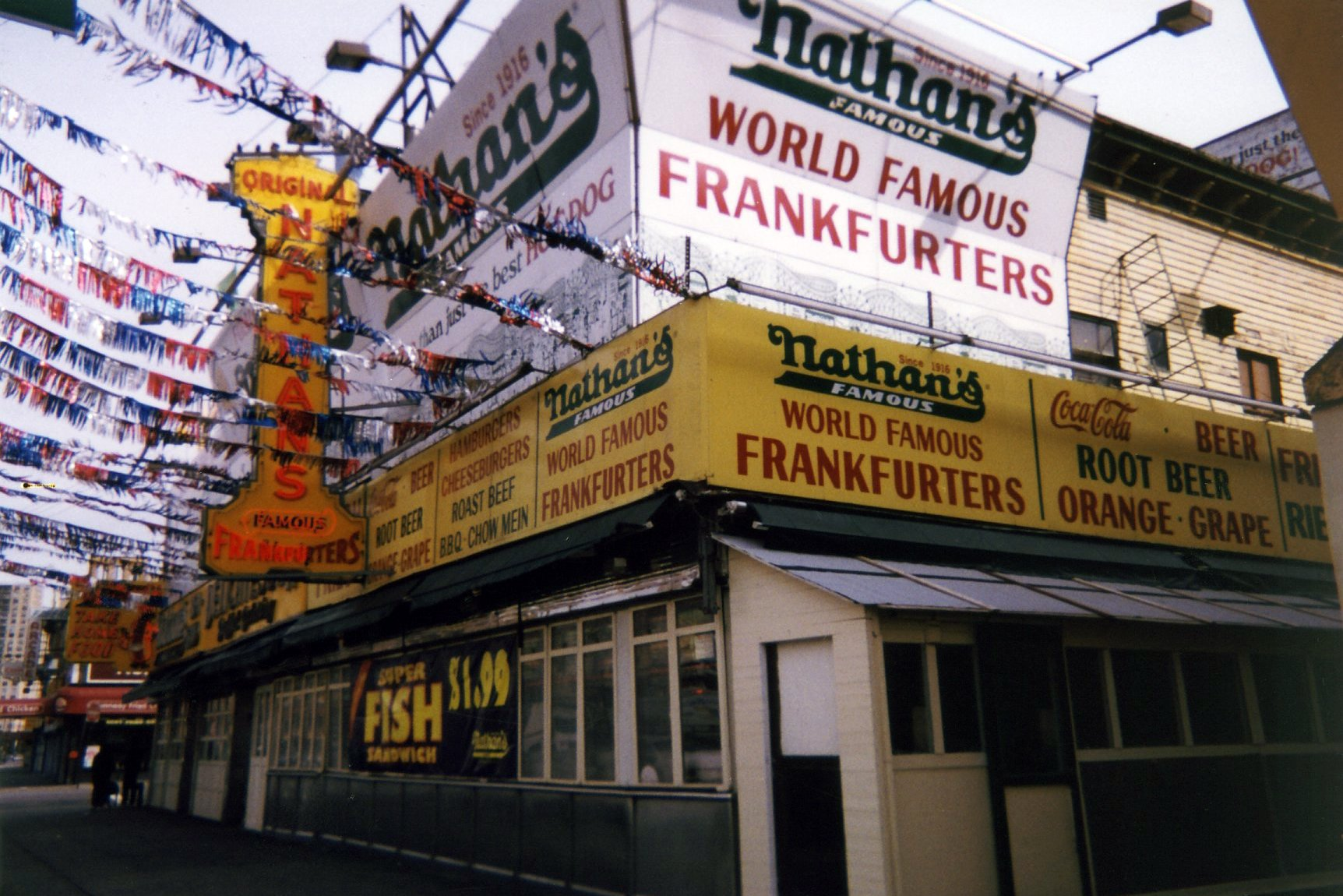
Nathan’s Famous in Coney Island

Sie wurde 1916 von Nathan Handwerker in Coney Island, dem New Yorker Freizeitpark im Stadtteil Brooklyn, gegründet und war schon seinerzeit äußerst beliebt. Nathan’s Famous wurde die größte Hot-Dog-Kette in New York City und verbreitete sich schließlich im ganzen Land. Mittlerweile ist sie auch im Ausland, u. a. in Kanada zu finden.

## Hot Dog Eating Contest

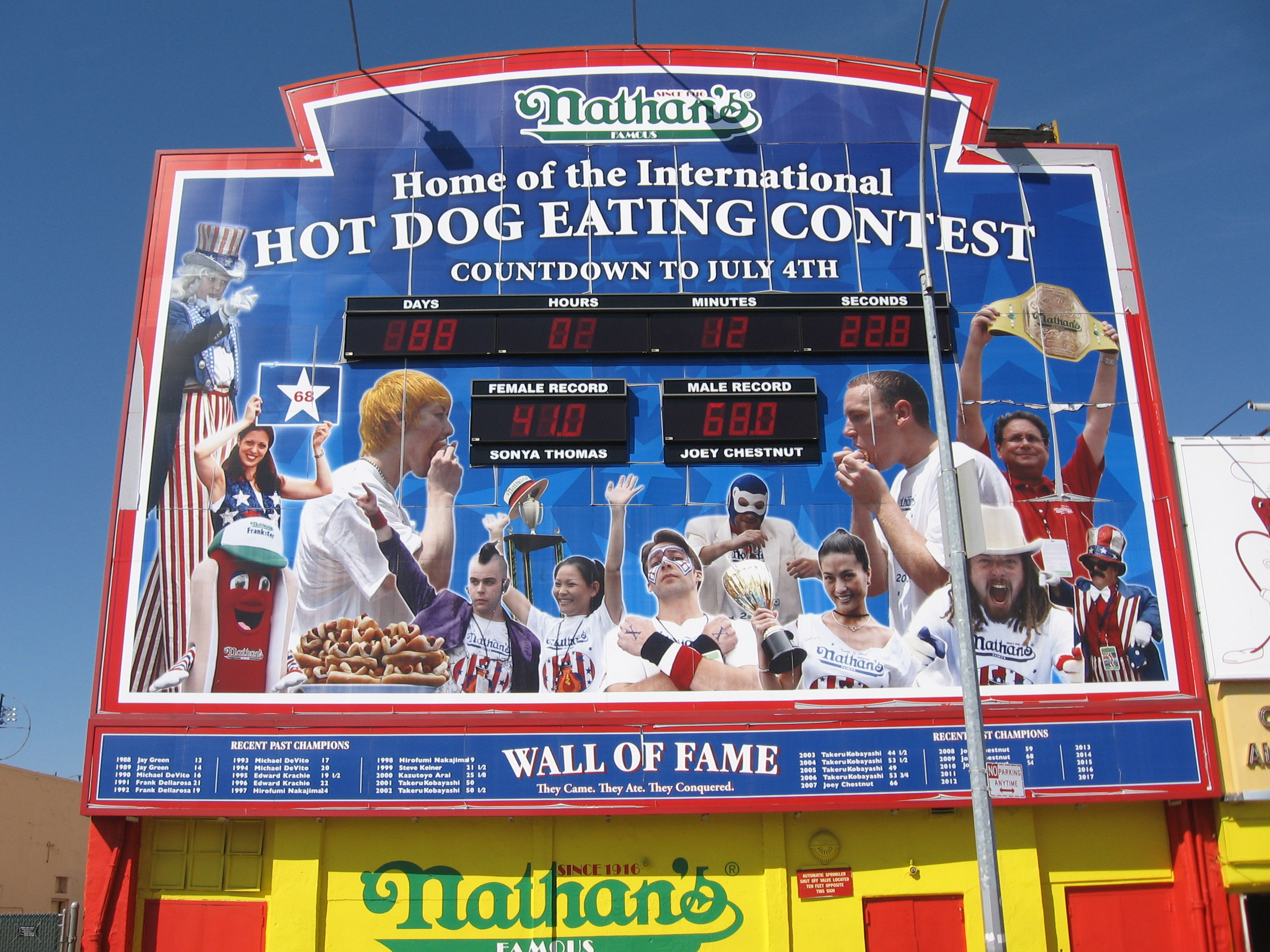
Countdown-Anzeige für den Hot Dog Eating Contest

Berühmt wurde Nathan’s Famous auch durch den jährlich auf Coney Island stattfindenden „Hot Dog Eating Contest“ (engl. Hot-Dog-Ess-Wettbewerb), bei dem es darum geht, innerhalb von zehn Minuten (früher zwölf Minuten) so viele Hotdogs wie möglich zu essen. Im Jahr 2020 stellte der Kalifornier Joey Chestnut einen neuen Rekord mit 75 Hot Dogs auf.